# ケンザ・ファラー
ケンザ・ファラー（Kenza Farah、1986年7月8日 - ）は、フランス系アルジェリア人女性シンガーソングライター、ラッパー、R&Bシンガー。

## 生い立ち
1986年7月8日にアルジェリアのベジャイアで6人の兄弟のいる家庭に生まれ、その後フランスのマルセイユの15区で育った。14歳の時から近所でショーを始め、参加した歌唱コンテストで優勝も経験する。
いくつかのコンテストへの参加が続いた後、スタジオでの録音することを許可したプロデューサーと出会い、彼女がデビュー後に発表する曲となる「モンアンジュ」、「トレゾール」、「イルマトラヒエ」などをレコーディングした。
独立系レコードレーベルKarismatikのプロデューサーAbdel.Bに見いだされ、2006年から2007年にかけて彼女のアルバムをプロデュースした。
フランスにおいて2007年のデビューアルバム「Authentik」、2008年のアルバム「Avec le cœur」がスマッシュヒットした。
初期の頃はラップの曲が多く見られたものの、4枚目アルバム「4 Love」以降はR&B系の曲が多くなりラップの曲は鳴りを潜めた。
アルバムにおいて、セフィー、ルラットルチアーノ、イディル、ビッグアリ、Psy 4 de la Rime、ニーナ・スカイ、オリシャス、ビジーシグナル、アロンゾ、メリッサM、ケイライン、ナビラなどの多くのフランス人アーティストとコラボレーションをしている。

## 作品
アルバム
| Year | Single               | Charts | Charts   | Certification | Notes |
| Year | Single               | FRA    | BEL (Wa) | Certification | Notes |
| ---- | -------------------- | ------ | -------- | ------------- | ----- |
| 2007 | Authentik            | 5      | 50       |               |       |
| 2008 | Avec le cœur         | 7      | 59       |               |       |
| 2010 | Trésor               | 18     | 86       |               |       |
| 2012 | 4 Love               | 13     | 44       |               |       |
| 2014 | Karismatik           | 31     | 67       |               |       |
| 2019 | Au clair de ma plume | 44     | 186      |               |       |